# Тиньки
Ти́ньки (укр. Тіньки) — село в Чигиринском районе Черкасской области Украины.
Население по переписи 2001 года составляло 2400 человек. Занимает площадь 8,5 км². Почтовый индекс — 20924. Телефонный код — 4730.

## Известные уроженцы
- Нещадименко, Евгения Миновна — Герой Социалистического Труда.

## Местный совет
20924, Черкасская обл., Чигиринский р-н, с. Тиньки